# Албервил
Вижте пояснителната страница за други значения на Албервил.
Албервил (на френски: Albertville) е малък град във френските Алпи, в департамент Савоа в Югоизточна Франция.
През града преминава река Арли, която се влива след това в Изер. В Албервил живеят около 20 000 души.
Градът е образуван през 1836 г. от крал Карл Алберт на мястото на стария Cité Médiévale de Conflans, от който са останали градските стени.
От 8 до 23 февруари 1992 г. Албервил е град домакин на Шестнадесетите зимни олимпийски игри.

## Известни личности
Родени в Албервил
- Жерар Муру (р. 1944), физик